# Teresa Delekta
Teresa Delekta ps. Janka, Teresa (ur. 23 sierpnia 1906, zm. 20 marca 1983) – działaczka harcerska, nauczycielka, kapitan, szef łączności konspiracyjnej Okręgu Śląsk Związku Walki Zbrojnej-Armii Krajowej podczas II wojny światowej.
W okresie międzywojennym była nauczycielką, harcerką, komendantką powiatową Przysposobienia Wojskowego Kobiet w Olkuszu. Podczas kampanii wrześniowej w 1939 roku została ranna w trakcie nalotu bombowego we Włodawie. W tym samym miesiącu przystąpiła do konspiracji. Była zastępczynią, następnie szefową łączności Obwodu Służby Zwycięstwa Polski-Związku Walki Zbrojnej Olkusz. Kierownictwo nad łącznością przejęła w grudniu 1940 roku, po przeniesieniu jej szefowej Elżbiety Zawackiej do Komendy Głównej ZWZ w Warszawie i przydzieleniu jej nowych zadań. Należała do współpracowniczek Henryka Kowalówki. W styczniu 1941 roku została szefową łączności konspiracyjnej Komendy Okręgu Śląskiego. W maju 1942 roku uniknęła aresztowania, ukrywając się w Warszawie. W 1943 roku wróciła na Śląsk, podejmując się ponownie zadań konspiracyjnych.
Po wojnie była inwigilowana i szykanowana przez władze komunistyczne. Zmarła w ubóstwie w 1983 roku.
Została odznaczona Orderem Virtuti Militari V klasy, dwukrotnie Krzyżem Walecznych, Srebrnym Krzyżem Zasługi z Mieczami oraz dwukrotnie Złotym Krzyżem Zasługi z Mieczami.